# Labo
Labo é um município de  primeira classe de renda municipal (d) na província Camarines Norte, nas Filipinas. De acordo com o censo de 1 de maio  de  2020 possui uma população de 109 245 pessoas e 25 089 domicílios.